# 赛雷 (自媒体)
赛雷是一家自媒体、科普漫画团队。作为自媒体旗下主要有赛雷三分钟、赛雷话金和赛雷话车三个账号，运营平台包括微信公众号、新浪微博、抖音、Bilibili、YouTube、西瓜视频、知乎、站酷等。赛雷團隊亦有實體作品書籍等。
2021年1月和6月，赛雷两度发布视频抨击自媒体回形针PaperClip并使后者成功登上热搜并且使自身爆紅。2022年5月18日，因剪辑素材包含Youtube博主ColdFusion的视频，未知其中有六四事件的坦克人片段并发布到Bilibili，在多個平臺遭到封禁，约一个月后，其在哔哩哔哩、新浪微博、知乎和微信公众号的账号已经解封，并开始正常更新视频。恢复更新后，赛雷的选题更专注于热点事件的科普。

## 发展
赛雷团队隶属的深圳赛雷文化传媒有限公司，是平潭洪兴文化传媒有限公司的全资控股子公司，平潭洪兴文化传媒有限公司的最终受益人与法人为李响。
作为自媒体，最早赛雷只经营赛雷话车科普关于汽车的内容，后来接连成立赛雷三分钟与赛雷话金，开始对人文历史和金融的科普。
2021年1月，赛雷发布视频《补充那些回形针没说出来的知识点》，抨击自媒体回形针PaperClip地图不正确，指控他们的思想偏差，并试图影响网路舆论等，使后者成功登上热搜，但因为没有直接证据，故他一直等到同年6月发布《不让中国人吃海鲜背后真正的大瓜，今天我来统一告诉大家》进行攻击，并指控曾在自媒体回形针PaperClip工作的编辑聂统宇的Twitter账号表明此人疑似为美国陆军实验室工作、同时將另一员工季文仪的私人账号发布內容稱為“反华言论”等等，最終在争斗下，使得回形针的官方账号在中国大陆被全平台封禁，半年后回形针宣布无法盈利而解散，这件事使赛雷团队受到廣泛关注。
截至2021年5月17日，賽雷微博粉丝数不过30万有余，在争议事件期間分析增加了100萬左右的粉絲，成為主流網紅之一。在中南屋事件中试图再度討伐中南屋对中南屋的名誉造成了极大的损害，甚至在部分人眼中成为卖国组织的代称，但是無證據并没有对中南屋的其他方面产生实质性的影响，其後陷入了多次打色情擦边球、贬低法国大革命、假扮买不到菜的长春网友接受媒体采访等新争议，赛雷團隊除頻頻道歉外，則以業界最高等級的「四道審核制度」回應。2022年5月赛雷發佈的一段影片中因放出含有有關六四事件的圖片，在5月中旬受到官方處理。赛雷话金和赛雷三分钟被多个平台显示封禁一年，但是赛雷话车没有受到限制。但约一个月后，其在哔哩哔哩、新浪微博、知乎和微信公众号的账号已经解封。
作为漫画创作团体，赛雷著有多部幽默讲述历史的漫画，包括《赛雷三分钟漫画三国演义》《原来历史可以这样好玩》《赛雷三分钟漫画中国史》《赛雷三分钟漫画世界史》等。2021年10月，在中共中央党史和文献研究院第七研究部的指导下，赛雷参考中国共产党党史学习教育推荐教材《中国共产党简史》推出《赛雷三分钟漫画中国共产党历史》。

## 爭議

### 粉丝网暴
2021年10月29日，参与中国难民援助项目的大学生志愿者moondobe发文称其遭到赛雷粉丝网暴。

### 巴黎公社惹議
2022年3月，有人認為赛雷三分钟過去在科普巴黎公社历史的时候，对革命历史有不恰当的描述措辞，這篇文章是赛雷三分钟在黃背心運動期間，2018年12月7日於微信公众号上发表，名為《法国暴乱！半个巴黎快被拆掉！可能只是法国人搞破坏的瘾又犯了》 的文章，內容描述是較為主觀，由於其對社会主义滥觞之法国大革命立场有异，还把巴黎革命者视為「暴徒」的誇張化片面形容，而不是提出當時的启蒙运动的思想背景以及貴族的腐敗壓迫，被翻出後，赛雷為此事發公開信稱將會檢討，不過網路意見稱此次道歉意味不明，民族主義與西方二分法的觀點仍未有所改變，而且其後的扣帽子的行為持續，支持賽雷者批評對方都是不愛國，引發網路爭吵。

### 長春封城釣魚採訪
2022年3月，赛雷三分钟冒充因疫情遭封控的長春民眾接受中國境外媒體採訪并“钓鱼”式回答，并将聊天截图当作自己有一次挫败境外势力阴谋的证据发到bilibili动态中，被部分人認為利用長春封城吸引流量以及明顯涉及國家禁止的傳謠、造謠行為，隔日发信正式致歉並加強內容管理，后又将道歉信撤下。

### 视频出现六四坦克人
2022年5月5日，赛雷旗下账号，拥有约175万粉丝的赛雷话金在哔哩哔哩發布视频《花费3亿被嘲讽，CNN押注流媒体的失败33天》，介绍CNN旗下流媒体平台CNN+失败的原因。但视频中在照搬YouTube博主ColdFusion视频片段时，却未将原视频中出现的六四事件中的坦克人画面剪掉（该场景在审核机制下本无法通过审核）。因哔哩哔哩似乎未对该账号发布的内容进行严格审查，因此视频发布后有网友留言提醒，随后视频被紧急撤下，但仍被截圖流傳。5月18日，由于事件发酵，赛雷在多個平臺被封禁。但哔哩哔哩、新浪微博、知乎、站酷等平台對他封禁的时间不一，约一个半月后，其在哔哩哔哩、微博、知乎和微信公众号的系列账号已经解封，现各个账号已正常更新。

## 著作
- 《国家是怎样炼成的》中国致公出版社，2018年2月，ISBN 9787514511772
- 《国家是怎样炼成的2》中国致公出版社，2018年10月，ISBN 9787514513240
- 《国家是怎样炼成的3》中国致公出版社，2019年5月，ISBN 9787514513769
- 《赛雷日历》东方出版中心，2019年9月，ISBN 9787547315507
- 《赛雷三分钟漫画汽车史》天津人民出版社，2018年5月，ISBN 9787201149127
- 《赛雷三分钟漫画汽车史·保时捷篇》湖南文艺出版社，2021年11月，ISBN 9787572604249
- 《赛雷三分钟漫画：病毒、细菌与人类》北京联合出版公司，2020年3月，ISBN 9787559640239
- 《赛雷三分钟漫画世界史》湖南文艺出版社，2019年6月，ISBN 9787540492427
- 《赛雷三分钟漫画世界史2》湖南文艺出版社，2020年11月，ISBN 9787540498061
- 《赛雷三分钟漫画世界史3》湖南文艺出版社，2021年8月，ISBN 9787572602313
- 《赛雷三分钟漫画中国史》湖南文艺出版社，2020年1月，ISBN 9787540493462
- 《赛雷三分钟漫画中国史2》湖南文艺出版社，2020年5月，ISBN 9787540480363
- 《赛雷三分钟漫画中国史3》湖南文艺出版社，2020年8月，ISBN 9787540486082
- 《赛雷三分钟漫画中国史4》湖南文艺出版社，2020年11月，ISBN 9787540479831
- 《赛雷三分钟漫画中国史5》湖南文艺出版社，2021年1月，ISBN 9787540498078
- 《赛雷三分钟漫画中国史: 明朝三百年》湖南文艺出版社，2022年1月，ISBN 9787572604690
- 《赛雷三分钟漫画人类简史》北京联合出版公司，2020年6月，ISBN 9787559642080
- 《赛雷三分钟漫画人类简史2》北京联合出版公司，2020年8月，ISBN 9787559642509
- 《赛雷三分钟漫画人类简史3》江苏凤凰文艺出版社，2020年10月，ISBN 9787559449887
- 《赛雷三分钟漫画中国共产党历史》湖南文艺出版社，2021年10月，ISBN 9787572603839
- 《赛雷三分钟漫画三国演义》湖南文艺出版社，2021年6月，ISBN 9787572600999
- 《赛雷三分钟漫画三国演义2》湖南文艺出版社，2021年6月，ISBN 9787572601002
- 《赛雷三分钟漫画三国演义3》湖南文艺出版社，2021年6月，ISBN 9787572601019
- 《赛雷三分钟漫画三国演义4》湖南文艺出版社，2021年10月，ISBN 9787572602887
- 《赛雷三分钟漫画三国演义5》湖南文艺出版社，2021年10月，ISBN 9787572602894
- 《赛雷三分钟漫画三国演义6》湖南文艺出版社，2021年10月，ISBN 9787572602900
- 《赛雷三分钟漫画三国演义7》湖南文艺出版社，2022年3月，ISBN 9787572605451
- 《赛雷三分钟漫画三国演义8》湖南文艺出版社，2022年3月，ISBN 9787572605468
- 《赛雷三分钟漫画三国演义9》湖南文艺出版社，2022年3月，ISBN 9787572605475
- 《赛雷三分钟漫画三国演义10》湖南文艺出版社，2022年6月（预计），ISBN 9787572606731
- 《赛雷三分钟漫画三国演义11》湖南文艺出版社，2022年6月（预计），ISBN 9787572606748
- 《赛雷三分钟漫画三国演义12》湖南文艺出版社，2022年6月（预计），ISBN 9787572606755
- 《李老鼠说车》（与李三吱合著）江苏凤凰文艺出版社 ，2019年10月，ISBN 9787559439475
- 《原来历史可以这样好玩》（与小缸和阿灿合著）湖南文艺出版社，2020年10月，ISBN 9787540497491
- 《原来历史可以这样好玩2》（与小缸和阿灿合著）湖南文艺出版社，2020年10月，ISBN 9787540497507
- 《原来历史可以这样好玩3》（与小缸和阿灿合著）湖南文艺出版社，2020年10月，ISBN 9787540497514